# 戈哈尔
戈哈尔，是西班牙安达卢西亚自治区格拉纳达省的一个市镇。总面积12平方公里，
2001年普查人口總數為3706人，人口密度為每平方公里309人。